# دونالد رو روس
دونالد رو روس (بالإنجليزية: Donald Roe Ross)‏ هو قاضي أمريكي، ولد في 8 يونيو 1922 في أورلينس في الولايات المتحدة، وتوفي في 18 ديسمبر 2013 في أوماها في الولايات المتحدة.